# Io sono (film)
Io sono (Jestem) è un film del 2005 diretto da Dorota Kędzierzawska.
Nel settembre 2015 il film è stato presentato prima al Toronto International Film Festival nella sezione Visions quindi al Gdynia Film Festival. A febbraio 2016 ha preso parte alla sezione Deutsches Kinderhilfswerk del Festival di Berlino ricevendo una menzione speciale.

## Trama
Sentendosi maltrattato nell'orfanotrofio che lo ospita già da un po' di tempo, un bambino decide di scappare per tornare a casa da quella mamma che non è stata in grado di trattenerlo. Ed in effetti la giovane donna, che passa dalle braccia di un uomo a quelle di un altro, mostra affetto per il figlio ma anche totale incapacità ad occuparsene. Il bambino, riconosciuto e perseguitato dai suoi coetanei che lo chiamano "bastardo", trova così rifugio in una vecchia chiatta abbandonata ormeggiata sulle rive del fiume. Girando per la città con un passeggino sgangherato raccoglie il ferro vecchio col quale può guadagnare qualcosa che gli impedisca di darsi regolarmente al furto. Col tempo la benestante famiglia che abita nella casa di fronte alla chiatta si è abituata a lui. Delle due figlie, la più piccola, più o meno coetanea, pian piano lo avvicina diventandoci amica. Si sente brutta e trascurata e con il bambino senza famiglia nasce una naturale e crescente complicità. Capendo di non poter andare avanti a lungo così, il bambino si fa coraggio e torna nuovamente dalla madre dalla quale però ha un definitivo e chiarissimo diniego. Dopo aver pensato anche di farla finita, decide di fuggire lontano a bordo della chiatta e convince la bambina a seguirlo nel suo piano.
La sorella maggiore di lei, intuito che stesse per succedere qualcosa, mossa evidentemente da gelosia, chiama la polizia e lo fa arrestare. Proprio la bella ragazzina della quale era innamorato pone così fine alla sua avventura solitaria mettendolo di fronte ad un interrogatorio poliziesco nel quale, il piccolo, non svela la sua identità ma rivendica il suo diritto di esistere.

## Produzione
Le riprese cittadine sono state girate a Chełmno, sulle rive della Vistola, quelle dell'orfanotrofio a Toruń.